# Gallery of dreams
Gallery of dreams is een studioalbum van Gandalf. Hij nam het album op in zijn eigen Electric Mind-geluidsstudio. Hij wist voor dit album Steve Hackett en Tracy Hitchings te strikken. Die eerste was bekend geworden door zijn werk met Genesis, maar destijds vooral als soloartiest. De tweede werd beschouwd als opkomend talent binnen de niche progressieve rock/neoprog, maar zou nooit echt doorbreken. 

## Musici
- Gandalf – alle muziekinstrumenten
- Steve Hackett – gitaar (tracks 1, 3, 4, 5, 6, 9, en 13
- Tracy Hitchings – zang (tracks 8 en 11)
- Robert Julian Horky – dwarsfluit (tracks 5, 8, 9 en 12)
- Andrea Krauk – hobo, althobo (tracks 5, 9)

## Muziek
Alles geschreven door Gandalf behalve End of the rainbow door Gandalf en Hackett.

| Nr. | Titel                           | Duur |
| --- | ------------------------------- | ---- |
| 1.  | Face in the mirror              | 4:46 |
| 2.  | Willowman-Watcher of the waters | 4:46 |
| 3.  | Alone again                     | 1:53 |
| 4.  | Between different worlds        | 5:54 |
| 5.  | Another dream                   | 3;16 |
| 6.  | Song of the unicorn             | 4:23 |
| 7.  | Winged shadows                  | 6:35 |
| 8.  | Choir of elves                  | 2:35 |
| 9.  | Lady of the golden forest       | 6:24 |
| 10. | Hand in hand                    | 2:47 |
| 11. | Gallery of dreams               | 6:34 |
| 12. | Fields of eternal harmony       | 4:19 |
| 13. | End of the rainbow              | 2:31 |